# 千葉ともこ
千葉 ともこ (ちば ともこ、1979年 - ) は、日本の小説家。茨城県生まれ。

## 来歴
筑波大学人文・文化学群日本語・日本文化学類卒業。
2002年、茨城県庁に入庁。同時期に山村正夫記念小説講座に入会し、小説を書き始める。
オール読物歴史時代小説新人賞で最終候補にノミネートされた後、2020年、処女長編の『震雷の人』で第27回松本清張賞を受賞し小説家デビュー。
2022年、県庁職員を退職し専業作家になる。

## 人物
デビュー1・2作目とも、中国の唐時代に起きた安史の乱を題材として扱っており、史実を踏まえた作風となっているが、大学での専攻は演劇史で、中国史は全くの独学であるという。

## 受賞・候補
- 2018年『気霜の姿』で第98回オール讀物新人賞候補
- 2020年『震雷の人』で第27回松本清張賞受賞
- 2022年『戴天』で第11回日本歴史時代作家協会賞（新人賞）受賞[4]

## 作品
- 『震雷の人』文藝春秋 2020/9/17 ISBN 978-4163912554
- 『戴天』文藝春秋 2022/5/10 ISBN 978-4163915371
- 『火輪の翼』文藝春秋 2024/3/12